# Международна Ботевска награда
Международната Ботевска награда е българска литературна награда, наименувана на видния български поет Христо Ботев.
Учредена е с Указ № 1695 на Държавния съвет на Народна република България от 1972 година. Присъжда се на поети и публицисти за принос в световната литература, като е връчвана на всеки 5 години, считано до 1986 година. Връчва се в рамките на празниците Ботеви дни във Враца.
След като през 1991 година не е връчвана, традицията е възстановена и наградата се присъжда със същата честота (на 5 години) от Общинския съвет на Община Враца от 1996 година. По изключение наградата е присъдена през 2008 година във връзка със смъртта на Александър Солженицин.

## Лауреати
- 1976: Николас Гилен (Куба), Ласло Наги (Унгария), Пиер Сегерс (Франция), Алексей Сурков (СССР, Русия)
- 1981: Ахмад Ал-Ахмад (Сирия), Рафаел Алберти (Испания), Расул Гамзатов (СССР, Русия), Мирослав Кърлежа (СФРЮ, Хърватия)
- 1986: Марио Бенедети (Уругвай), Гюнтер Валраф (Западна Германия), Нил Гилевич (СССР, Беларус), Дмитро Павличко (СССР, Украйна)
- 1996: Надин Гордимър (ЮАР), Валери Петров (България)
- 2001: Бранко Цветкоски (Република Македония), Никола Инджов (България)
- 2006: Евгений Евтушенко (Русия)
- 2008: Александър Солженицин (Русия)
- 2011: Александър Руденко (Русия)